# アッシニア

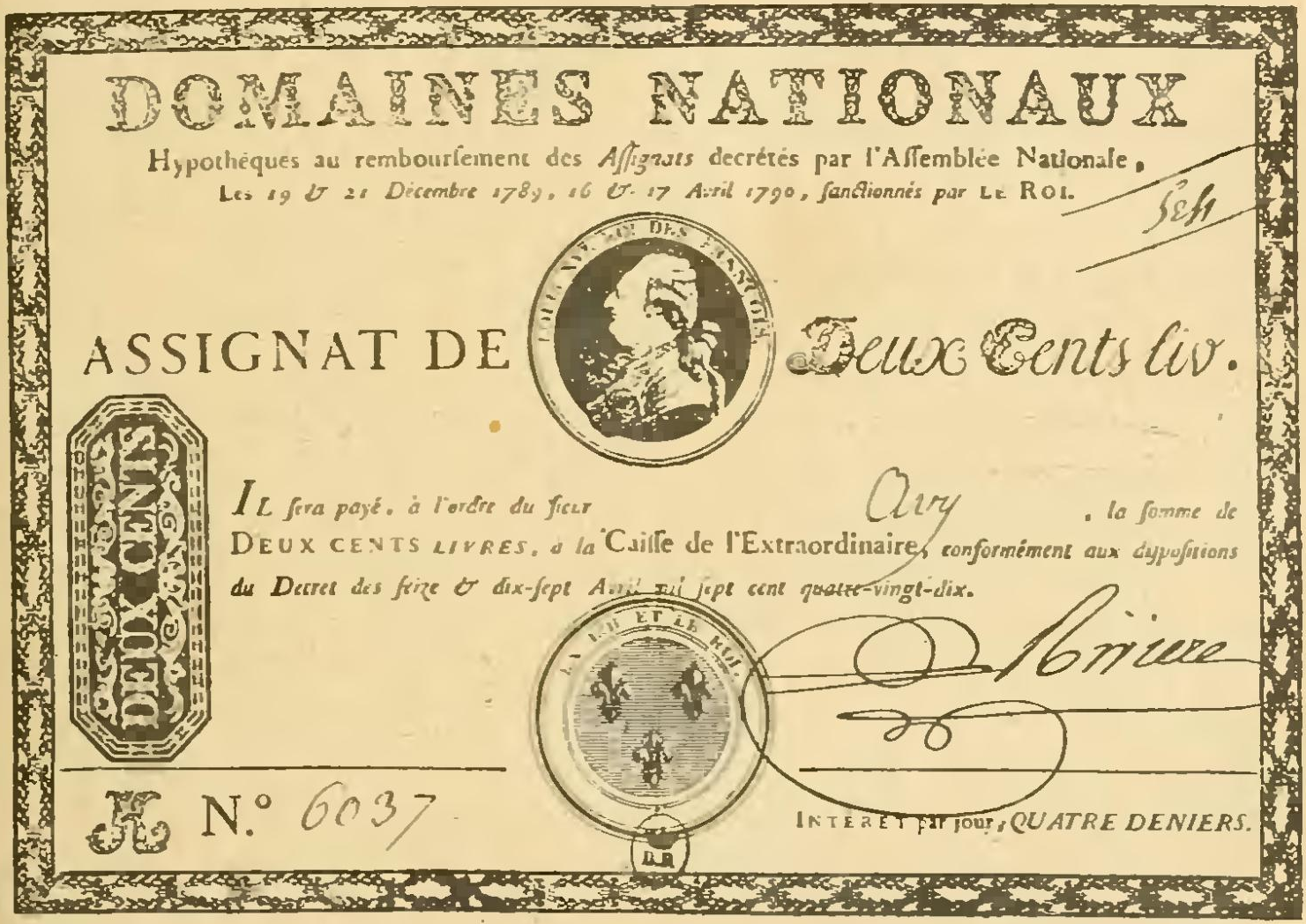
額面200リーヴルのアッシニア（1790年4月）,　非常割引金庫（Caisse de l'Extraordinaire）発行と記されている, 番号などは手書き

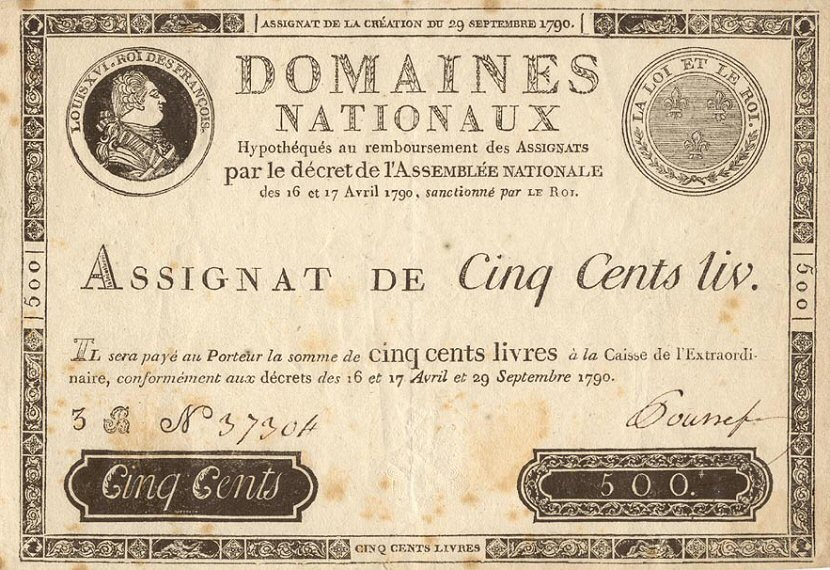
額面500リーヴルのアッシニア（1790年9月）,　肖像はルイ16世

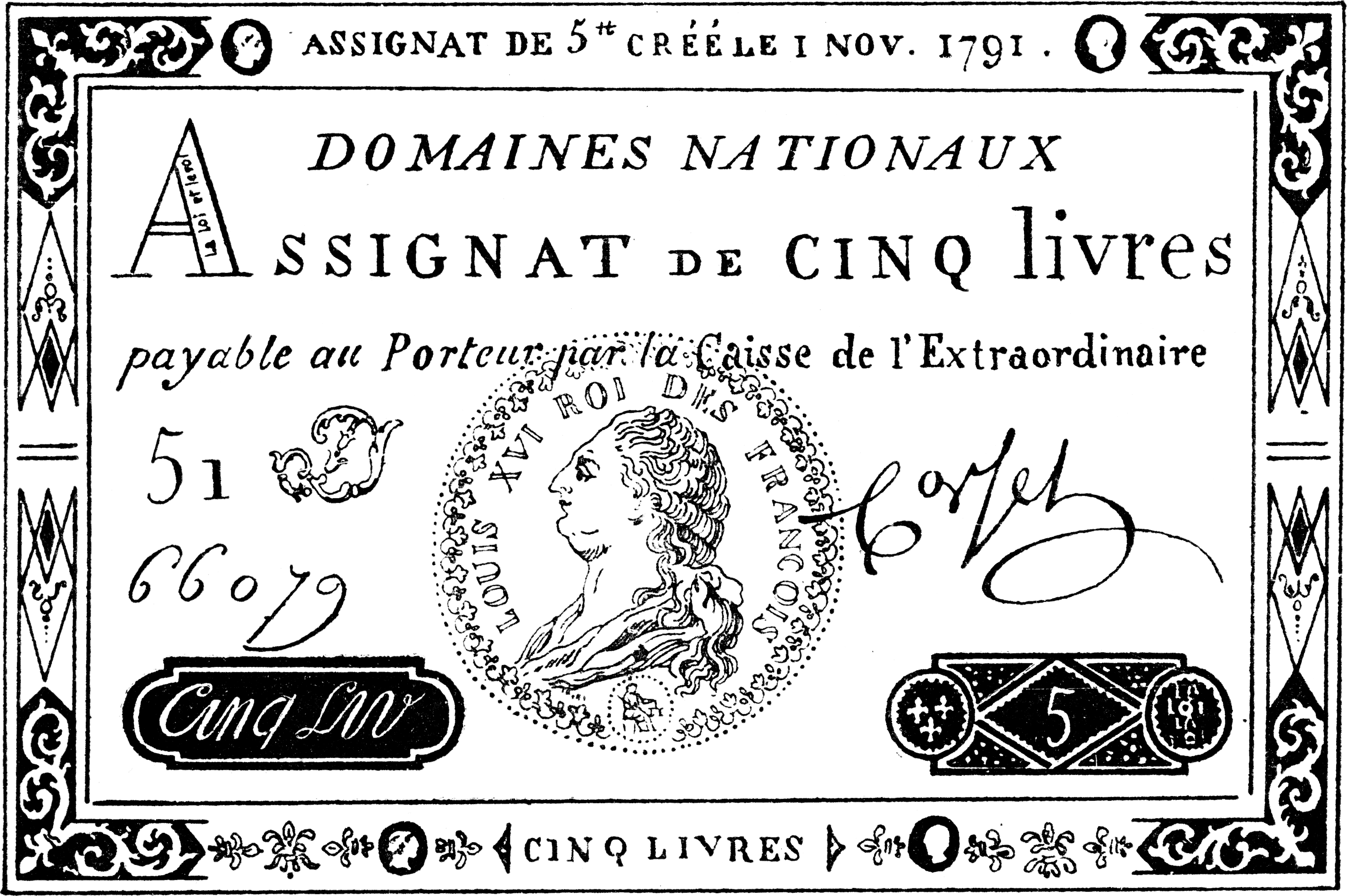
1791年11月発行5リーヴル紙幣（コルセ（Corset）の名前でも知られる）

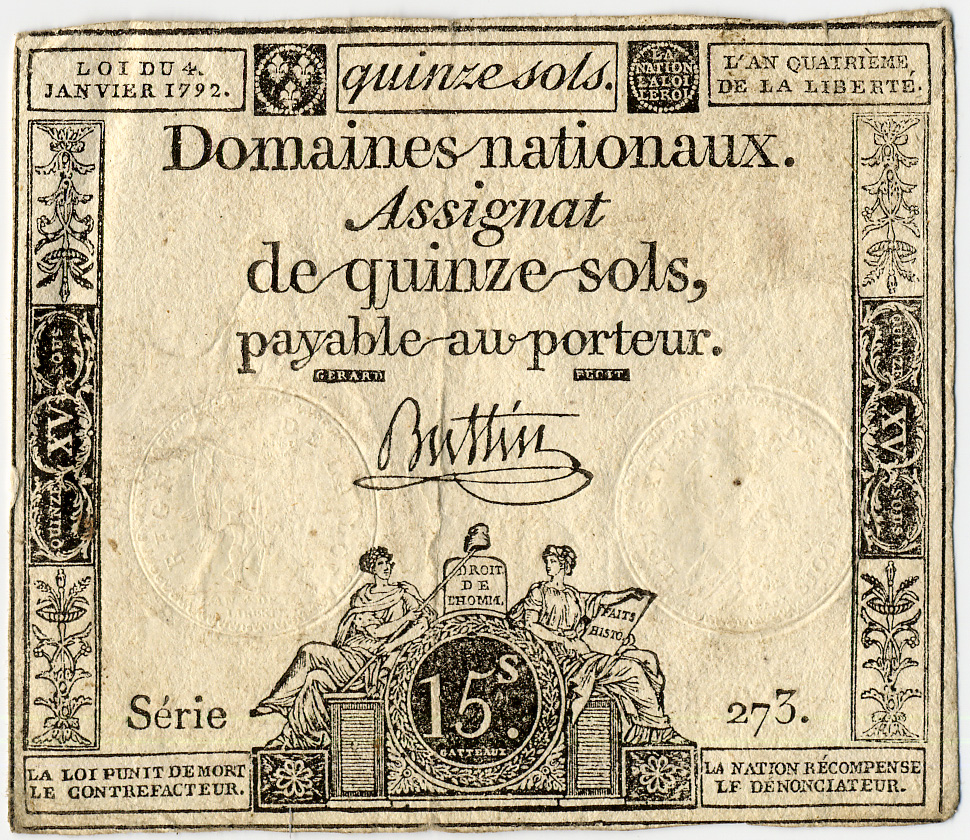
額面15ソルのアッシニア, 計算法が異なるためやや複雑だが、3/4リーヴルを意味する（1792年1月）

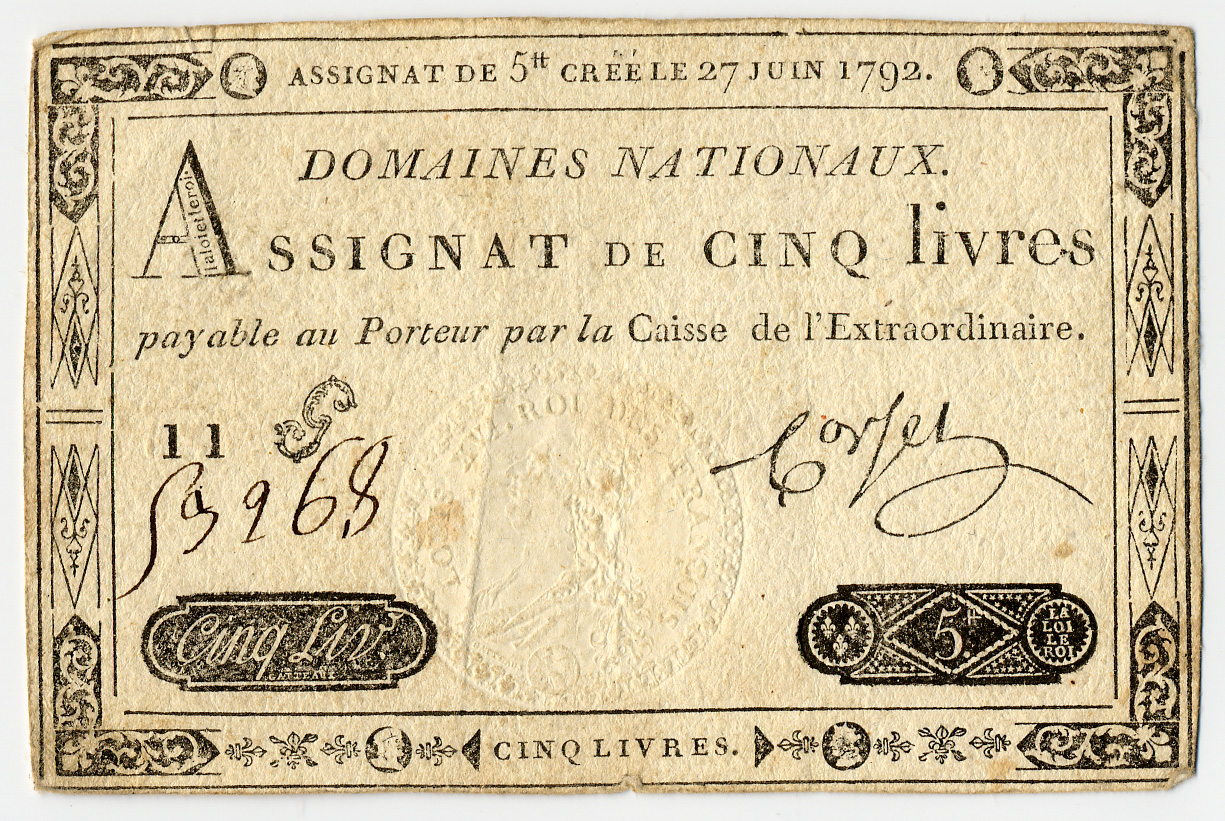
額面5リーヴルのアッシニア（1792年）

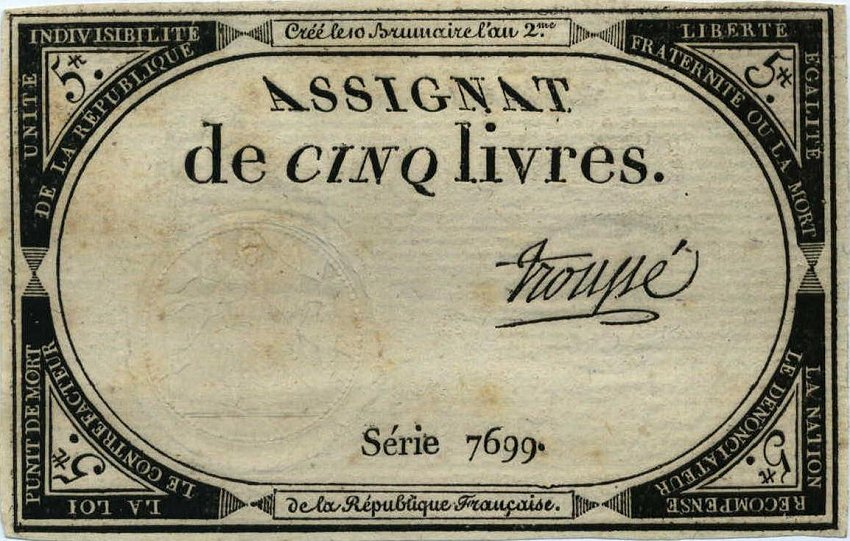
額面5リーヴルのアッシニア（1793年）

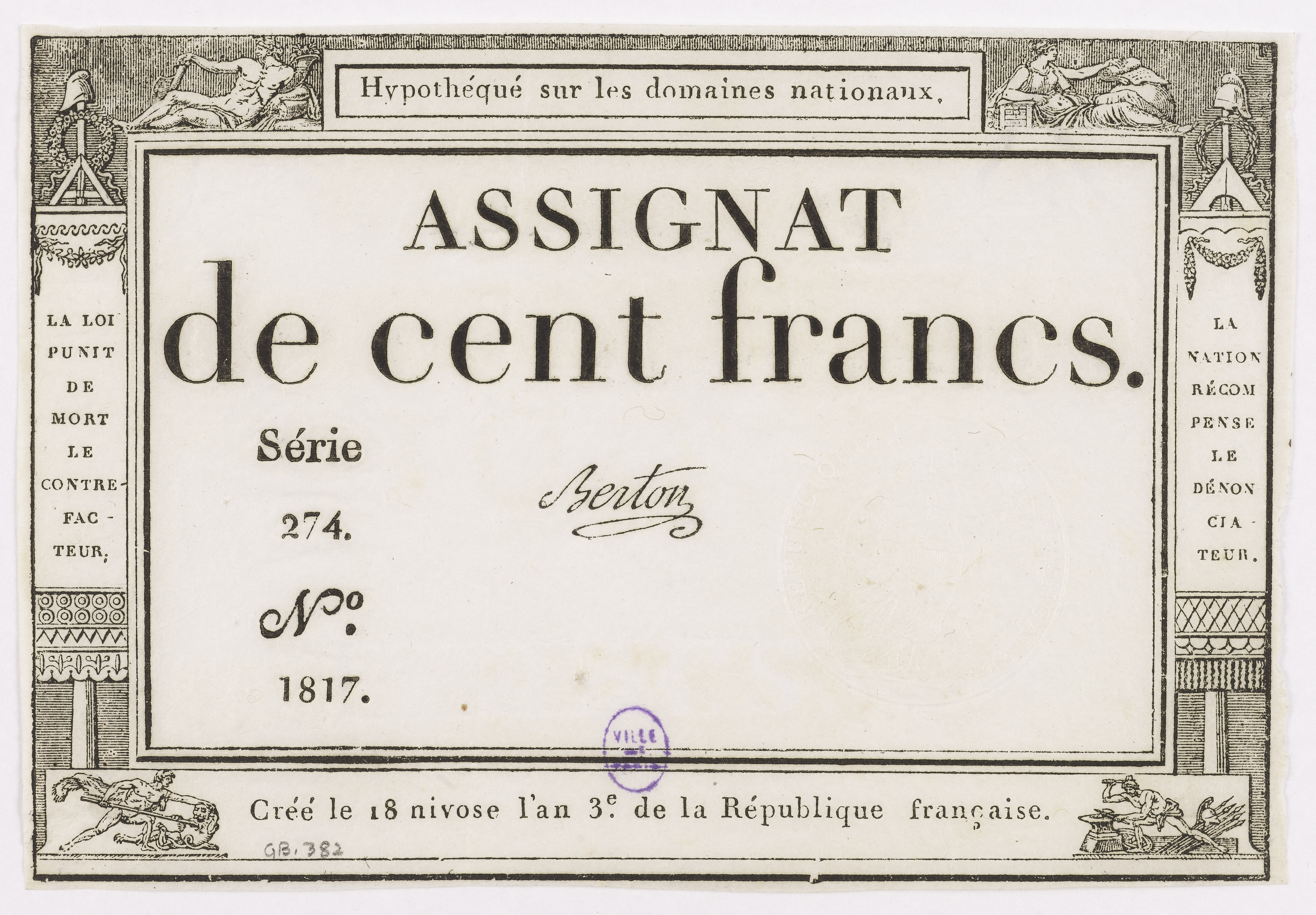
額面100フランのアッシニア。アッシニア紙幣（一部除く）には「国有地を抵当とする（Domaines nationaux）」という文言が額面に表記されている。（1795年）

アッシニア（仏: Assignat, フランス語発音: [asiɲa] 発音例）とは、1789年12月19日から1796年3月10日までの間、フランス革命期のフランスおよびその姉妹共和国で使用された紙幣である。もともとは土地債券で、利子付きであり、担保も設けられた公債であったが、歳入と正貨の著しい不足から、不換紙幣として強制流通されることになった。しかし激しいインフレを引き起こして、経済と革命とを大混乱させ、最終的には廃止された。カナ表記は原語の発音に忠実なアシニャのほか、アシニア、アッシニャともされる。

## 概要
アッシニアとは、もともとアシニャシオン（仏: Assignation）という「支払いに充当すること」を意味するフランス語からの造語で、為替手形であり、一定の収入を抵当とする債券であった。当時のフランス人の生活においては、この種の有価証券はよく見られた一般的なもので、旧体制で将来の税収を担保にした徴税請負人手形と同じような、あるいはもっと確実なものと当初は見なされた。
しかし憲法制定国民議会が同時に銀単本位制を導入したこともあって、アッシニアは正貨に対しては初めから不利な取引となった。そして政府信用の欠如、革命戦争の勃発、過剰な増刷、イギリスによる政策的な偽札の大量密輸など、様々な理由から人々は紙幣を信頼しなくなり、インフレを引き起こした。これは正貨を多く持てない市民（サン・キュロット）の生活を逼迫させ、ブルジョワジー支配の政治への強い不満の原因となり、特に商業への不信感を募らせ、革命を極左化させた。公安委員会政府は統制経済で抑制を図るとともに、正貨を回収して輸出入を取り締まり、アッシニアを強制流通させて唯一の政府紙幣とすることで沈静化を図った。これらは一定の効果があり、最大約5分の1まで減価したアッシニアは一時的に半分ほどに回復した。
しかしテルミドールのクーデター後、自由主義経済に戻ると、通貨政策は再び崩壊し、アッシニアは1795年にハイパーインフレを起こした。総裁政府は増刷に増刷を重ね、紙幣の信用は失われて経済は破壊された。通貨単位をリーヴルからフランに変え、さらにデノミネーションを行ったが効果はなかった。発行総額はついに450億フランにも及び、最高時には340億フランが流通していた。アッシニア増刷依存の悪循環から抜け出す最後の策として、政府は1796年3月10日にアッシニアの廃止を決断し、これ以上刷れないように造幣工場の印刷板を破棄した。しかし財政難のためにアッシニアの償還は先送りされたため、結果として金属貨は極端に不足し、一部では外国貨までが使用される始末で、経済は混乱した。財源のない政府は新紙幣としてマンダ・テリトリオ（） (Mandats territoriaux) を新たに発行して、これとの交換という形で市場からアッシニアの全面回収に着手した。しかしマンダ・テリトリオは、紙切れ同然となったアッシニアを大量に保有する裕福なブルジョワジーのために国有地と交換する権利を付与してやったに等しい行為であったので、バブーフの陰謀に見られるように国内の激しい反発を招いた。このために1797年2月7日にマンダ・テリトリオも廃止された。アッシニアは価値を失っていたが、回収は総裁政府が倒れるまで続けられた。
ブリュメールのクーデターの後、フランスは正貨に逆戻りし、統領政府においては金銀複本位制が導入された。新政府は旧総裁政府の負債9,000万フランの大部分の引き継ぎを拒否した。債務不履行による破産政策は、旧体制から続くフランス政府の債務削減の常套手段であった。ナポレオンは紙幣を好まず、彼の治世では新紙幣は創られなかった。

## 歴史

### 発行の経緯
フランス王室財政の危機がフランス革命の直接の引き金となったが、革命以後もそれは改善するどころかより一層深刻化した。ネッケルは財務長官に復帰したが、すぐに無力ぶりをさらけ出したからである。革命はフランス国家の信用を低下させたので、彼が発行した3,000万リーヴルの公債には買い手がつかずに、わずか250万リーヴルの応募があっただけだった。財政は、割引銀行（） (fr:Caisse d'escompte) からの借款、つまり公衆に貸し付けることができなかった公債を銀行家に引き取らせて強制流通させることによって、国庫の不足を肩代わりさせていた。しかしすでに銀行券は1億1,400万リーヴルも発行されており、その内の2,750万リーヴルは無担保で、信用貸しは国家の保証に依存しているのみで、金銀塊の保有額は法定限度の4分の1以下まで減り、これ以上は割引銀行から資金を捻出させることは不可能であった。ところが、民衆への食糧供給のためにすぐに外国から大量の小麦を買わねばならなかった。
また1789年8月4日の夜の宣言で間接税が廃止されて歳入は減少したが、土地台帳の不備で、それに代わる新税（直接税）の徴収が上手くいっていなかった。税は順調に徴収されたとしても5億リーブルに満たなかったが、特権廃止の補償で直接的に負担は10億リーヴル以上も膨らんだ。債務総額は累積分と合わせて42億6,200万リーヴル（ただしこの内の15億ほどは健全な債権）にも及び、その利子だけで年に2億6,200万リーヴルと計算されたのに、11月2日に教会財産国有令の結果およびその後の法令（1790年3月17日と4月17日の法令）で、国家が払うべきとされた教会礼拝額として7,000万リーヴル、僧侶達への年金5,000万リーヴルが、さらに歳出に加えられた。ブルボン王家の所有する貴金属は喩え全てを鋳潰してもこれには遠く及ばなかったので、このように膨らんだ支出に対応するには紙幣の発行以外に方法はなかった。
11月14日、ネッケルは割引銀行を国立銀行（中央銀行）とすることを提案した。これによって資金運用を円滑にし、2億4,000万リーヴルの国家保証された新銀行券を発行しようとしたのである。しかし憲法制定議会はジョン・ローのシステムの失敗を思い出してこの提案を退けた。支払い能力のない国家では保証がないのと同じで、保証のない新紙幣は価値を持たないと考えたのである。一方で、紙幣の発行は避けられなかったので、1ヶ月前のタレーランの提案が思い出され、活用が棚上げとなっていた国有化された教会土地財産の売却益を担保とすることが決議された。
1789年12月19日、憲法制定議会は財産管理機関として非常割引金庫を立ち上げた。手始めに年金支払いあての財源として、発行額4億リーヴルとするアッシニア紙幣の発行を始めた。これは200リーヴル、300リーヴル、1,000リーヴルの三種類の土地債券で、利子が5%付いていた。販売対象は投資する特定の資本家で一般向けではなかった。第一回のアッシニアは、回収予定も立てられていて、そもそも支払い財源となる教会土地財産というのは評価額30億リーブルは楽にあったので、非常に控えめな発行額であった。しかし当時はまだ教会の土地に僧侶たちが住んでおり、抵当権が取り除かれていないので土地の売却の見込みが立たないという理由で、買い手はなかなかつかなかった。アッシニアの流通が上手くいかないことがわかると、資金繰り見通しの不安から、割引銀行の銀行券の価値は大きく下がり、逆にルイ金貨 (Louis d'or) には30スーのプレミアムが付いた。
そこで議会は、第一回発行のアッシニアを廃止して、土地と交換可能な兌換紙幣のような新しいアッシニアとして再発行することにした。1790年4月17日に発行された第二回のアッシニアは、300リーヴル、1,000リーヴルの高額の補助紙幣で、利子は3%以上は付けられず、利息は年末に最後の所有者に支払われ、途中の所有者にも転売の際に日割計算で保有期間の分が価格に割増されて支払われる予定だった。土地兌換ということは、実質的には土地の売却と同じだったが、目に見える保証が付いたことでアッシニアは信用力が増し、確かな紙幣として流通し始めた。こうなると議会はこれで負債を返済しようと考えた。宙に浮いていた教会土地財産の売却を一気に進めることもできるはずだった。もはや利子は必要なかった。利子があることで（利子の支払いのために）負債はいつまでも残りつづけ、実際の不動産の売却も阻害されると考えられたからである。評決の結果、518票対423票で（国有地を抵当とするという注釈付きだが、事実上）紙幣としてのアッシニアの創設が決まった。
1790年9月29日、無利子アッシニアが発行され、発行額も12億リーヴルまで増やされた。今度は積極的に国家債務の償還に当てられるようになった。ところが購入者は年賦で一割を払えば良かったため、1年間の歳入の増加は最大でも1億2,000万リーヴルに留まった。アッシニアは本来は支払いが完了して国庫に戻ったらば焼き捨てられる臨時紙幣であったはずだが、この計画では少なくとも12年間は流通し続けることを意味した。発行はその後も続いたので、償却期間はさらに長くなって、次第に全く見通しが立たなくなった。

### アッシニアの下落

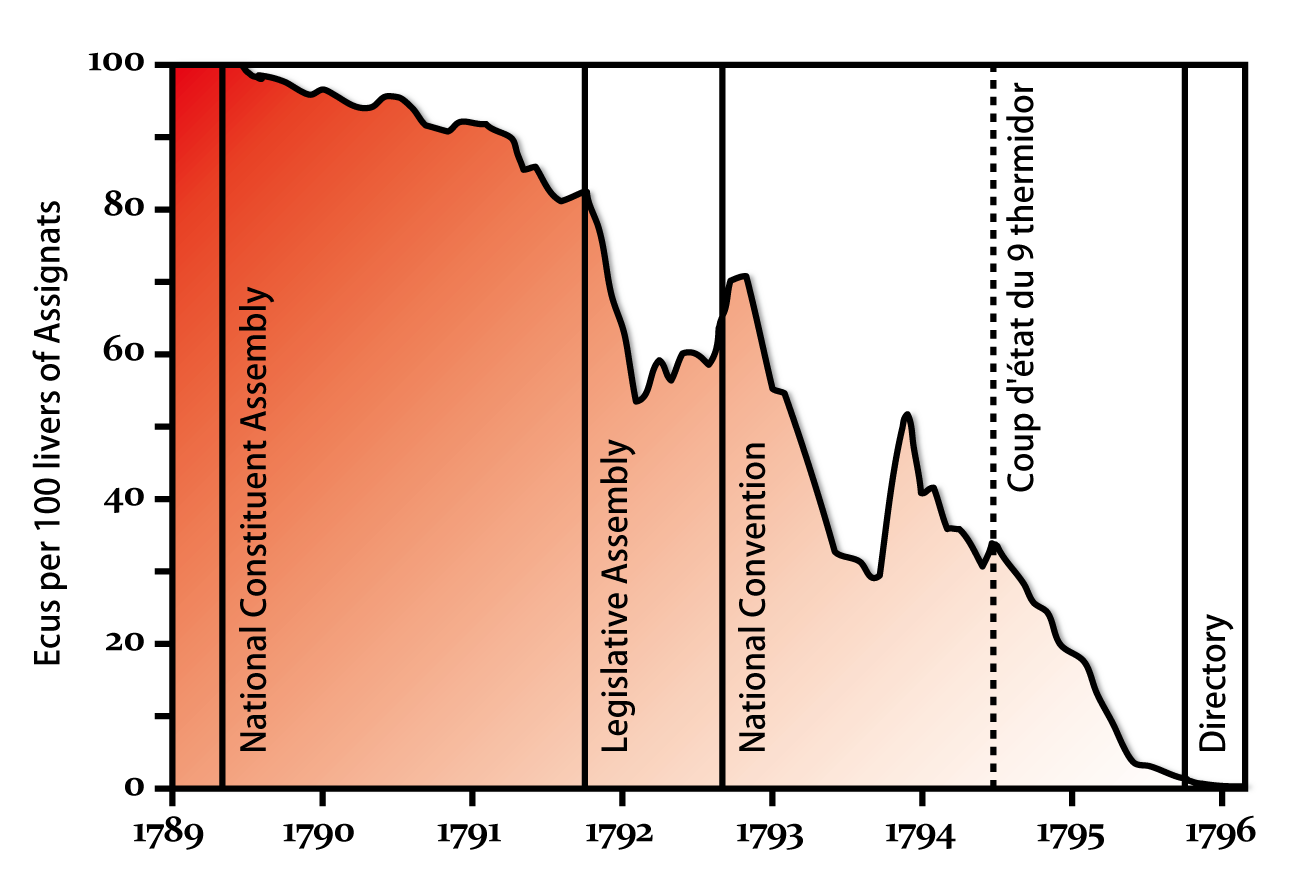
バーゼルでのアッシニアの正貨（エキュ）との交換レート（1789年 - 1796年）

アッシニア紙幣は正貨に対して価値が弱いという問題は、ピエール＝サミュエル・デュポン・ド・ヌムール (Pierre Samuel du Pont de Nemours) 議員らによって発行前から指摘されていた。しかしミラボーらはこの懸念を一蹴し、政府は軍隊や官僚などの給与支払いにエキュ銀貨のような低額硬貨をすぐに大量に必要としたので、正貨を回収するためには、むしろ率先して損をしてまでアッシニアと交換した。ルイ金貨とアッシニアの取引所は政府に許可されて上場され、投機が始まった。プレミアムは最初は6 - 7%であったが、すぐに10%、15%、20%と増えていった。 政府は正貨の回収を優先し、この合法的なインフレを放置した。十分な強制通用力は与えられていなかったので、利用者が選択すればいいと言う程度だったが、これは明らかに見込みが甘かった。
流通量の増加はアッシニアの価値を急速に下落させた。憲法制定議会は1791年2月21日に50リーヴルの小額紙幣で5000万リーヴルの発行を開始し、5月18日に6億リーヴル（6月19日発行開始）、翌月には5リーヴルの少額紙幣で1億リーヴルの追加（7月に発行開始）、ヴァレンヌ事件の前日の6月19日には様々な額面(500と100、50リーヴルを1億6000万リーヴルずつ、90と80リーヴルを4000万リーブルずつ、70と60リーヴルを合わせて4000万リーヴル、5リーヴルを1億リーヴル)で計4億8,000リーヴルの発行を許可し、出回っている13億リーヴルを焼却処分した分だけ新規発行するとした。フイヤン派が主導した立法議会は、旧体制の債権の償還に忠実で、清算のためにアッシニアと国家債券が次々と発行された。12月17日に3億リーヴル、翌1792年4月30日に3億リーヴルと増刷し、この間に回収できたのは3億7,000万リーヴルに限られた。さらに5月17日には9億8,000リーヴルを増刷した。ジロンド派の内閣の財務大臣エティエンヌ・クラヴィエール (Étienne Clavière) は乱発に制限を加え、発行と回収のバランスを取ろうとしたが、議会に拒否された。
議会は、しばらく一般消費者に流通する少額の補助紙幣の発行に躊躇したが、当時のフランスでは増加の一途を辿った亡命によって海外に正貨が流出し、銀貨や銅貨という少額の硬貨こそが極端に不足していて、少額のアッシニアの発行もまた避けられなかった。ジロンド派は亡命貴族と王族の財産を没収する法案を可決させ、貴金属を押収しようとしたが、今度は国王の拒否権にあって施行できなかった。これを補うためにはもはや小額紙幣をさらに増刷する以外にはなかった。高額アッシニアと少額アッシニアとの間にもプレミアムが発生した。1791年から発行された50, 25, 15, 10, 5リーヴルの各紙幣は、より高額なアッシニアとの交換で額面が高い方にプレミアムが付き、少額なほど不人気だった。
一方で、議会が少額のアッシニアの発行に躊躇していた間にも、少額の取引は必要であったので、大商人や銀行家は議会を真似して、個人で1スー銅貨などを鋳造したり、各々銀行が独自で低額の信用紙幣を発行し始め、一般消費者に流通させていた。対立する紙幣の登場はそれだけでアッシニアの価値を貶めたが、商人や銀行家たちは、補助通貨や信用紙幣との交換で集めたアッシニア資金を先物取引などの投機市場に投じたり、値上がりを予想した物資（穀物、小麦粉、砂糖など）を買い漁って倉庫に貯蔵した。いわゆる買占め人の登場である。これによって物価は益々高騰し、アッシニアの価値は益々下がった。暴利を得た買占め人がいた一方で、いくつかの銀行や何人かの投資家はこの投機に失敗して破産したが、その信用不安もアッシニアに還元された。1792年は久しぶりの豊作であったにもかかわらず、農民も小麦を市場に出して下落するアッシニアと交換するより、取っておく方を選ぶようになった。こうなると供給不足は物価の高騰を加速させ、相互作用の悪循環を生んだ。アッシニアの下落もパンの不足も、これを受け取る賃金労働者などサン・キュロットにとっては大迷惑で、市場には硬貨価格とアッシニア価格の二つの値札がすぐに登場した。アッシニアの下落は市民生活に直接被害を与えることになり、サン・キュロットは商人への怒りを募らせていった。公安委員会はエベール派の圧力を受けて、1793年に一般最高価格法を導入したが、これは減価に対しては効果がなかった。アッシニアは未売却国有地の収穫物をも抵当としていたので、一般最高価格法によって農産物の価格が抑えられると、抵当価値が制限されるだけでなく、国有地に買手がつかなくなる恐れがあったためである。
戦争が始まる前の段階で、市場には35億リーヴル以上のアッシニアが流通していた。すでに教会財産の大半は売却を済ませていたので、1791年11月9日に成立したがそのときは国王拒否権で施行できなかった亡命者処罰法による没収財産（約20億リーヴル）が財源とされ、さらにマルタ騎士団の4億リーヴルも窃取されて予備金とされた。しかし革命戦争が始まると軍事費は莫大な額となり、対して期待した占領地での臨時税は微々たるものであったので、さらなるアッシニアの増刷が必要となった。1792年の最後の4ヶ月だけで32億3,700万リーヴル、1793年は36億8,600万リーヴル、1794年は41億9,000万リーヴルが発行された。これは担保割れの状態であり、こうなるとアッシニアの価値の下落には歯止めがかからなくなった。1792年の春、アッシニアの減価は国内では25 - 35%であったが、外国為替市場ではすでに50 - 60%に及んだ。すでにネッケル時代にアメリカ独立戦争の戦費調達で国債を外資に大量に販売していたため、旧体制債務の支払いでアッシニアが外国でより多くだぶついていたからである。その後、貴金属貨幣の売買が禁止され、為替や手形その他のすべての証券を市場で取引することを禁止してアッシニアの強制通用力が強化されたが、必要から闇取引が横行して減価は収まらず、1793年末には国内での減価は65%に及んだ。テルミドールのクーデターが起こるまでの間におよそ110億リーヴル以上のアッシニアが流通していたが、この間、回収して焼き捨てることができたのは、1793年に8億8,100万リーヴル、1794年に20億リーヴルに留まった。
他方、外国の陰謀もアッシニアの下落を助長した。コブレンツに逃げた亡命貴族の中に元財務総監カロンヌがいたが、彼はルイ16世の信任を受けて反革命運動を行っていた。その策謀として工場で大量のアッシニア偽札を作って市場に投入し、革命政府を崩壊させる意図でばらまいた。この偽札政策は後にはイギリスにも継承された。1794年まではフランス国内で偽札が印刷され、反革命の資金源となったが、弾圧を受けて、翌年からは印刷場所をロンドンに移した。オッシュ将軍が阻止した1795年7月16日 - 21日のキブロン上陸のときには、このロンドン産の数十億の偽アッシニアが押収されたが、皮肉にもこの頃には価値の下落のスピードの方が早く、偽札は効果を発揮しなくなっていた。

### 強制流通と粛清
フランス革命では、財政問題は、憲法制定議会、立法議会の内閣および国民公会の臨時行政会議、総裁政府を通じて、ほぼ一貫して財政委員会（Comité des Finances）で討議され、議長を務めたジョゼフ・カンボン、ドミニク＝ヴァンサン・ラメル・ノガレ (Dominique-Vincent Ramel-Nogaret) のような平原派またはマラルメ (François René Mallarmé) のような中道的な立場の議員らによって主導されていた。中間の派閥はすべての議会で最多数派を構成し、彼らは革命を支持するブルジョワジーの代弁者としての背景を持っていたが、同時にブルジョワジーは一枚板ではなく、その利害は多様で、対立と分裂を繰り返す政局では日和見的態度をとることが多かった。
立法議会では、カンボンらはアッシニアの乱発はできれば避けたかったので、ジロンド派と協力して発行量を制限するために債権を精査して、疑わしいものは支払いを停止しようとした。しかし旧特権階級に属する上流ブルジョワジーの利益を代表するフイヤン派は、旧体制での債権の償還を優先して、決定は議会で覆された。これは旧体制に根付いた既得権益が、アッシニア下落の危険という国益の毀損よりも、優先された結果であった。
しかし他方では、ジロンド派は開戦に踏み切ったので、前述のように軍事費が緊急に必要になった。財源不足により、1万リーヴル以上の国庫債権の償還は一時停止された。カンボンは1792年11月の予想収入は2,800万リーヴルに留まり、支出は1億3,800万リーヴルであろうと公表し、さらに翌12月は軍事費だけで3億2,800万リーヴルも必要になった。もともとは債務の償還のためのアッシニアであったが、今や償還はストップされ、赤字支出の補填のために増刷されることになった。もはや本来の目的を外れたアッシニアはどんどん刷られ、その価値はどんどん下落していったのである。

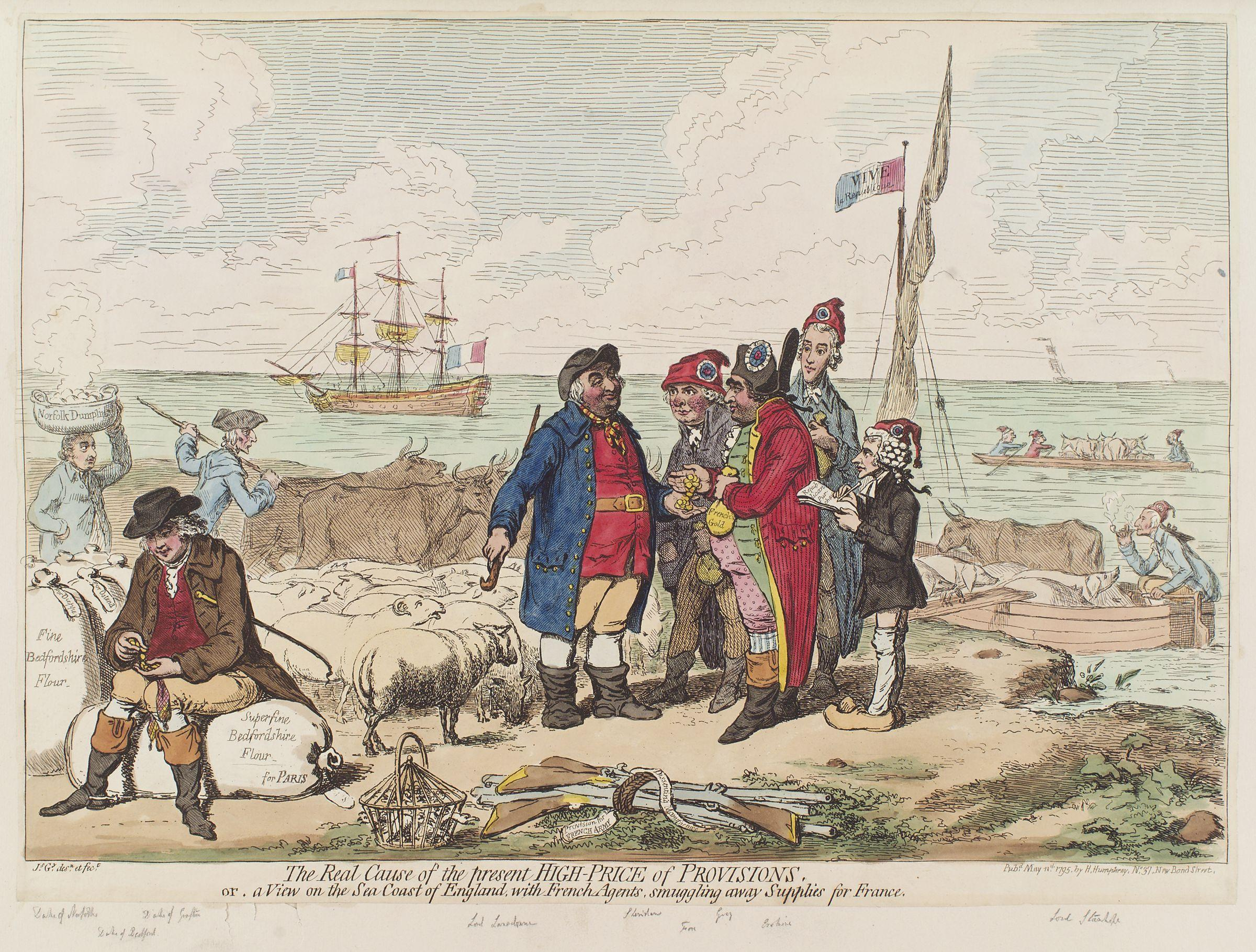
『現在の食料価格高の真の原因』と題するギルレイ作の風刺画（1795年）

8月10日事件後、国民公会になってフイヤン派は一掃されるが、今度はジロンド派と山岳派との抗争が始まった。サン・キュロット勢力の突き上げをうけた国民公会は、アッシニア下落への対策を求められた。そこでカンボンは、1793年4月8日、アッシニアの強制流通、受け取り拒否への罰則、貴金属の国外持ち出し禁止、貴金属の売買禁止、証券市場取引の禁止の5つの方針を提案した。ジロンド派は商業の自由の侵害であると反対したが、4月11日に強制流通法案は可決された。以後、貴金属の売買は禁固6年の実刑となり、アッシニアの受け取りを拒否した者には同額の罰金が科されることになった。しかし強制流通だけでは、増発されたアッシニアの信用力を回復することはできなかった。カンボンはこの時の国有の流動資産を46億リーヴルと評価していたが、流通額とバランスを取る必要があった。国内の信用力の低下に対して早く紙幣を回収してインフレ抑止策を講じるべきであるという山岳派の予てからの主張が再び議題にあがった。ジロンド派は抵抗したが、内務大臣ガラー (Dominique Joseph Garat) のもとには視察官からブルターニュ地方の農村部では農民が王の肖像が入っている旧アッシニアを買い占めて共和国の新アッシニアは強制された場合でなければ受け取らないという事態が発生していると報告を受けるなど、混乱は思いがけないところで波紋を広げていた。
5月20日、ラメルが10億リーヴルのアッシニアを回収する累進強制公債を提案した。これは年収600リーヴル以下のものを免税とし、年収1,600リーヴルまでの者には50リーヴル、年収2,600リーヴルまでの者には110リーヴル、年収3,600リーヴルまでの者は210リーヴルを課す・・という具合に、累進税率の公債を強制的に割り当てるものであった。カンボンもこれに賛成して、富裕者から革命のための資金を一時的に提供させる愛国的な革命税（戦争税）であると主張し、山岳派の面々も口々に賛意を示した。ジロンド派はこれはサン・キュロットは一銭も払わない富裕者を標的にした不平等な法律であると激しく反対したが、結局法案は内容が曖昧なまま原則のみで可決された。怒ったジロンド派は十二人委員会で山岳派を押さえようとして、エベール派（矯激派）が扇動するサン・キュロットの蜂起を誘発し、それで失脚することになった。また性急なパリ・コミューンは監視委員会に命じて24時間以内に強制公債を徴収するように勝手に指令を出したが、リヨンでもデュボワ・クランセ (Edmond Louis Alexis Dubois-Crancé) ら3名の派遣議員が強圧的な方法で3,000万リーヴルを超える徴収を行って市政の反乱を引き起こした。
ジロンド派追放後、山岳派と平原派で6月22日に累進強制公債の課税最低限を年収1万リーヴルに引き上げる修正案を可決した。これで課税対象は完全に裕福な金持ちに限定されることになったばかりか、累進税率は地方自治体や派遣議員の裁量に任されることになったので、経済テロルが始まった。また少数の派遣議員や自治体の長に（課税対象者の選定と課税額の設定という）極大な権限を与えたために、保釈金目的で金持ちの家族を逮捕し、革命税を取るという汚職や不正も広がっていった。また7月、前述の値上がり傾向を見せていたルイ16世の肖像が印刷された100リーヴル以上の旧アッシニアから強制通用力を奪い、非紙幣化して約6億リーヴルが流通から排除された。それらは今後は納税と国有財産の支払いにのみ使用を許されることになった。
8月24日、カンボンは有価証券がアッシニアと競合して下落に拍車をかけているとして、割引銀行や生命保険会社などの株式会社の解散を命じた。会社に対する厳正な課税の方針に改められたのもこの頃で、インド会社汚職事件が明るみに出た。ジロンド派だけでなくダントン派（寛容派）とも結びついていた御用商人デスパニャックの逮捕によって、粛清へとつながる激しい内紛が山岳派とエベール派で始まった。
インフレが深刻化すると、アンラジェ（過激派）やエベール派が台頭し、革命は極左的傾向を見せるようになったが、一般最高価格法や強制挑発による恐怖政治の統制経済は、一時的な安定をもたらした。紙幣の増発を続けていたにもかかわらず、下落は1793年9月には止まり、11月からは上昇に転じたからである。11月26日に可決された貴金属流通の禁止によってアッシニアの強制流通が徹底され、さらに相次いで、亡命者親族財産・敵国外人所有財産・死刑判決受刑者財産・新占領地ベルギーの貴族と教会財産が没収されて国庫に編入されたことで信用力が高まり、12月にはだいたい額面の半分までに回復した。しかし強制的な価格設定と徴発は、長期的には物資不足に拍車を掛けるという矛盾した結果になったので、しばらくするとまたアッシニアの下落が始まり、1794年の春には食糧危機が再燃した。また貴金属流通の禁止と、貴金属をアッシニアと交換するという派遣議員らの強制措置は、単に全国的な金銀の隠匿を加速させ、腐敗の温床となり、地下経済を成長させただけであった。これらの社会政策的な対策としてヴァントーズ法を実際に施行しようとし、かつ派遣議員の腐敗の粛正を目指したロベスピエール派が、山岳派主流派から分裂して、平原派が後者へと鞍替えしたことでクーデターへと発展した。
テルミドール反動が始まると、国民公会はブルジョワジーの側が有力となって、商業と産業の自由が復活することになったが、これによって経済の状況は益々悪化した。12月24日に一般最高価格法が撤廃され、12月27日にはボワシ・ダングラ (François Antoine de Boissy d'Anglas) によって統制の解除が宣言された。1795年1月31日には外国貿易禁止も撤廃された。これによって食料品と賃金、消費物資の物価が急激に値上がりした。
テルミドール派は1795年1月に一気に70億リーヴルのアッシニア発行を許可し、アッシニアの価値は1月だけで10.5%下落した。以後も下がり続け、投機が盛んになったことで、3月末のジェルミナールの暴動の直前には、額面100リーヴルのアッシニアが実質価値12リーヴル15スーとなっていた。これは3月の1ヶ月間だけで46.5%も下落したことを意味する。9月には額面100リーヴルの実質価値はわずか3リーヴル15スーであった。総裁政府のハイパーインフレ対策は印刷機のフル回転であったから、減価すればするほど発行量は際限なく増えていき、発行量が増えるほど減価は進んだ。5月には流通高は114億リーヴルに達し、国家の流動資産は多く見積もっても150億リーヴルと評価されたが、年末までにはその倍の300億リーヴル以上もの大量の紙幣が流通していた。
この時、国内で物資が欠乏していたわけではなかったが、異常な物価高と投機、買占め行為が、経済を麻痺させた。経済が破綻した総裁政府期には貧民の蜂起が相次いだが、恐怖政治期と違ったのは、これを軍隊が鎮圧したことであった。諸制度はジロンド派追放以前へと戻され、プレリアールの蜂起が鎮圧された後には、ブルジョワジー支配の復権はより明らかになった。山岳派は壊滅し、同派と関係が深いと見なされた政治家たちが次々と追放された。財政委員会でもカンボンが失脚し、ジャン＝ジョゼフ・ジョアノ（Jean Joseph Johannot, 1748-1829）に指導権が移った。

### アッシニアの廃棄

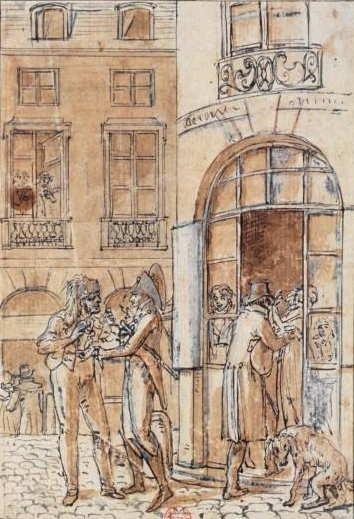
パレ・ロワイヤルのアッシニア両替所（1795年）

1795年4月7日、国民公会末期において、従来のトゥール・リーヴル貨 (Livre tournois) に代わって十進法を用いるフランを通貨単位とすることが決まった。これに伴い、新アッシニアも額面表記がフランとなったが、旧紙幣も依然として流通していたので、リーヴルとフランは混在することにもなった。4月15日、株式市場が再開され、国債の利子支払い停止や、3,000リーヴル以上の年金の切り捨てといった政策は撤回され、支払いが再開された。4月26日、処刑されたジロンド派議員の遺族には年2,000フランの救助金が支払われることになった。5月4日、すべての商業取引所が再開された。6月2日、国有財産を正貨を基準にして売却することが決められ、1790年時の年収の75倍を払うという条件で競売なしの、非常に低い価格でブルジョワジーに売却されるようになった。6月9日、革命裁判所の裁定およびヴァントーズ法で没収された被処刑者の財産を、その相続人に返還する法令が可決された。6月21日、アッシニアを2/25に切り下げるデノミネーションを行った。100フラン・アッシニアが8フラン・アッシニアと同額とされたが、これはインフレを追認するものであり、物価の暴騰とインフレは逆にさらに拡大した。紙幣の維持は事実上困難であったことから、7月22日に締結されたバーゼル条約で（ヨーロッパの銀の供給源であった）スペインとの講和が成立したことを受けて、8月15日、フラン銀貨を基軸とする銀本位制が復活され、再び通貨が表経済でも流通を始めた。
10月26日、総裁政府が動き出した時、アッシニアのインフレーションは末期症状に達していた。24フランのルイ金貨は取引所において相場価格2,500フラン・アッシニアを示し、一時間毎にその値段は更新されていたから、四日後には3,400フラン・アッシニアになっていた。1795年10月30日の100フラン・アッシニアは、70サンチームの価値しかなかった。総裁や議員、政府幹部への俸給の現物支給が始まり、租税と小作料も半分は現物支払いとする命令が出された。しかし現物を受け取れない公務員の中には生活に困窮する者が現れ、生活のために不正や汚職が横行するようになった。その後、公務員の俸給はインフレ率と同じだけ昇給されるように改められ、優先的に配給を受けられたが、アッシニアしか受け取れない寡婦や退役兵といった年金生活者は極貧状態に陥った。悪いことに1795年は厳冬で、18世紀中で最も低い平均気温を記録した。配給にありつけなかった多くは餓死した。
アッシニアの価値が余りに下落したため、経済はその後も麻痺状態が続き、全国で抗議のストライキが頻発した。これはアッシニアの印刷工場も例外ではなかった。国民公会は最後の日である1795年10月25日にジャン＝フランソワ・ルーベルによって発議された、連帯責任制の厳しい罰則を含む新しい戦争税法案（ブリュメール23日法）を可決させていたが、総裁政府は全国的な反対にあって実施できなかったので、財源不足に陥った。五百人会では、貧困層を支持基盤とする左派は革命紙幣の立て直し（アッシニア回収）を望んでいて、再び恐怖政治時代のような累進課税を提案したが、富裕層を支持基盤とする右派の反対にあって否決された。そこで左派は流通する300億フラン分のアッシニアを10億フラン分の抵当権と3%の利子付き約束手形で交換するデフレーションを提案した。これは五百人会は通ったが、元老会で否決された。11月21日、ともかく無価値なアッシニアで国有財産がこれ以上奪われるのを防ぐため、国有財産の売却が停止された。
12月6日、当座の運用資金にも困った総裁政府は「財政の緊急再建に関する総裁政府の覚書」を五百人会に提出した。ここに提案されたのはラメルの案で、6億フランの正貨を生み出そうという強制債券（資本に対する累進課税）であり、当初の計画では全納税者の5分の1を12等級に分けて100フランから1,200フラン負担させるものであった。五百人会は対象者を全納税者の4分の1に拡大させ、16等級とし、50フランから1,600フランまで負担させる修正をして可決し、元老会もこれを承認した。この強制債券の領収証は、他の全ての税の納税証明とみなすこととされ、前述の戦争税は施行されることなく廃止された。しかし強制債券の収入を実際に政府が手にするのはまだ先であったので、その間までのつなぎとして支払命令書（Rescriptions）を一種の国庫証券として発行し、前借りしたが、総裁政府に対する不信は相当のものであったので、これもみるみるうちに下落して、翌年1月には35%、3月には80％下落した。この地に落ちた総裁政府の信用を多少なりとも救ったのが、直後に始まるイタリア遠征でのボナパルト将軍の勝利と、イタリア諸邦に課した高額の金品・美術品などの賠償金の獲得であった。
12月14日、アッシニアのこれ以上の下落を阻止するために、取引所が約一年を経て再び閉鎖された。12月23日、アッシニア紙幣の新規発行を停止した。12月27日の法令では、納税は税額の半分を正貨で、残り半分は1対100の比率でアッシニアで払うこととされた。これはアッシニアの流通価格を法定価格の100分の1と法律で認めたことを意味し、バブーフは『護民官』紙上でアッシニアに最後の引導を渡す行為であると激しく批判したが、一方で市場価格よりも約10倍は高いレートであったので、高額納税者には有利な裁定でもあった。
国内では依然として正貨は不足しており、総裁政府は、新しい紙幣を模索し始めた。そこで振出銀行（Banques d'émission）を創設して、国家がこの銀行に一定量の国有財産を担保として提供し、それを基に発行される銀行券を流通させ、振出銀行に毎月国家に正貨で2,500万フラン相当を返済させるという計画を打ち出した。この法案は五百人会を通過したが、諸新聞が銀行家が国家を乗っ取ろうとしていると騒ぎ立てて猛反発したために、元老会で否決されて頓挫した。
他方で強制債券の取り立てが始まると、様々な弊害が発生した。この新税を負担する納税者リストの作成は県当局に任されていたが、公平には行われず、旧ジャコバン派に過重に負担させ、保守派や旧王党派の負担は軽減された。不承不承、取り立てを実際に行わなければならなかった市町村当局は、理由をつけて意図的に業務を遅延した。催促にきた政府委員は脅迫をうけたり、なかには殺害された者もいた。アッシニアは下落しつづけていたから、待てば待つほど、納税負担は減ったからである。そしてようやく徴収できた頃には集まった額は政府の期待を遙かに下回り、必要の半分しか集まらなかった。
アッシニアはもはや紙切れ同然であった。総裁政府はアッシニアを完全に諦め、1796年2月19日、ヴァンドーム広場でこれ以上刷らないことを誇示するためにアッシニアの印刷銅板を衆人環視のもとで焼却した。そして3月10日にはアッシニアの廃止を宣言するに至った。国庫に残っていた15億のアッシニアも焼却された。しかし貨幣としての機能を失って流通する340億フランのアッシニアは未回収で残された。3月18日、総裁政府は新紙幣としてマンダ・テリトリオを新たに発行して、アッシニアと交換させることでその回収を目指したが、これもやはりインフレを起こし、土地競売でも社会問題に発展した。1797年2月7日、1年持たずにマンダ・テリトリオは廃止された。
1797年3月21日より紙幣の流通は法律で禁止されたが、総裁政府は、すべての紙幣を失うわけにはいかなかったので、アッシニアの廃棄を徹底させず、意図的に回収を遅らせていた。4月4日、共和国5年の選挙で王党派が躍進したことから、6月23日、右傾化しいた両院は国家の負債を整理して、1791年1月1日以前に契約されたすべての旧体制の負債は全面的に返済すべきことを規定し、残りの負債については各県のアッシニア公定相場に応じて支払われることを定めた。フリュクティドールのクーデターで両院から王党派が追放された後、1797年9月30日、財務大臣ラメルの提唱する公債3分の1化政策（dette publique d'un tiers）が採用された。これは旧体制より引き継いだ負債の3分の1については債権者は正貨で支払いを受けられるが、残りの3分の2については国有財産であてるとして購入用に、約束手形か、アッシニア、マンダ・テリトリオ、支払命令書、あるいは3分の2債券のいずれかで支払うこととして、その受け取りを強制するというものであった。この結果、政府債務は4分の1近くに減少し、一方で債務者も3分の1は正貨を確保でき、かつアッシニアの当面の流通を堅持できるという意味でネオ・ジャコバンからも好意的に評価された。しかし3分の2債券での国有財産買取りは実際には行われず、換金相場もすぐに暴落したことから、3分の2破産政策とも揶揄されるようになり、債権者に不満が残った。これは総裁政府をブルジョワジーが見限った遠因の一つであった。いずれにしても、このような事情で、アッシニアの回収・破棄は、遅遅として進まなかった。総裁政府末期には、正貨経済になって通貨供給量が急激に減少した結果、デフレーションが進行する逆転現象が起き、アッシニアは消滅してもなお市民生活を逼迫させた。

## 評価

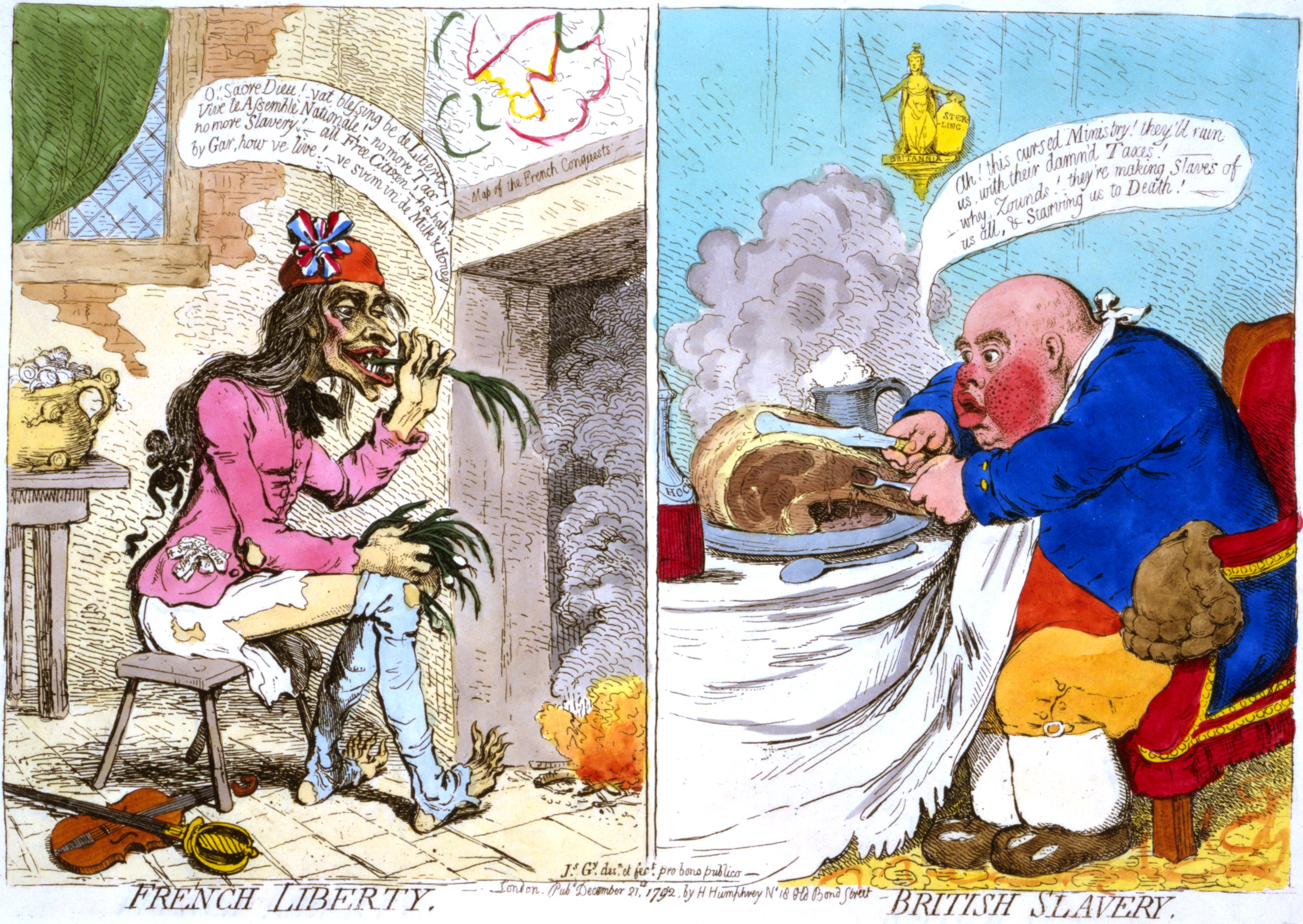
「フランスの自由とイギリスの隷属」と題したジェームズ・ギルレイ作の風刺画。草の根をかじって飢えを凌ぐ極貧のサン・キュロットと、大きな肉を食べ肥え太ったジェントルマンが、皮肉を持って対比されている

「アッシニアが革命を破局に導いたのか、それとも革命がアッシニアを破局に導いたのか」。これは今日も議論され続けているテーマである。見てきたように、アッシニアを巡る政策は多かれ少なかれ全ての党派の失脚の原因であり、アッシニアは革命を象徴する最も中心的かつ重要な課題であった。
もともと旧体制の債務を償還するための限定的な土地債券であったアッシニアは、甘い見通しのもとに紙幣化され、正貨の欠乏によって「無限の量の紙幣」に財政を頼るようになると、無計画な増刷、亡命貴族による貴金属の持ち出し、戦争によって必需品を購入するために正貨が国外に大量に流出し、国内でインフレはコントロール不能に陥った。海上貿易を支配するイギリスと銀の供給源であったスペインという両大国と、フランスが同時に戦争を始めたことは過去にほとんど例がなかったので、戦争がアッシニアに与えた影響は巨大であったが、アッシニアのおかげで共和国は100万の人間を武装化させ戦況を逆転することができたし、国内でも減価した3リーヴルの日当を支払うことでサン・キュロットたちに革命の監視を任せその推進力とすることができた。その意味ではアッシニアは革命とその運命を強く結びついていた。中立国との交易では実は巨額の利益が発生していたので、市民の貧窮を度外視すれば、これらのことを考えた時にはアッシニアの下落は付随的事象に過ぎなかった。ラメルが言ったようにまさに「アッシニアは革命をもたらし、王位をくつがえし、共和国を打ち立てた」のである。
このようなアッシニアが約10年にわたって流通したのは、諸通貨制度の創設者と受益者との間に個人的利害の一致があったからで、その点において彼らは少なからず共犯関係にあった。もしアッシニアが素晴らしい儲けを生まなかったならばもっと短命に終わったのではないかと考えられている。
アッシニアの問題は、紙幣が共和主義の道具であるとされた恐怖政治の脱線の後で、最終的には旧体制の債務の解消という本来のところも戻るわけであるが、同様に膨大な負債を抱えていたイギリスが紙幣を全国流通させて勝ち残ったことから考えて、負債の額そのものはマクロ経済の観点からは必ずしも問題ではなかった。統領政府以後、「フラン・ジェルミナル」という新貨幣制度のもと、悪貨の回収や債務解消が積極的に行われた結果、革命前後に発生した公的債務問題はナポレオン体制下で概ね解消されつつあった。帝政期のフランスでは巨額の負債を抱えながらも、独立した中央銀行となったフランス銀行や会計監査院 (Cour des comptes) などが整備されて透明性と確かな政府が実現したことで、（最終的には戦争の敗戦によって破綻するものの）むしろ経済は比較的安定していたことは、その傍証となるだろう。しかし結果論から言えば、イギリスの安易な模倣に走ったことが破綻の本質的な原因であるというのも事実で、経済戦争という点において、フランスがついぞイギリスに勝てなかった理由でもあった。